# Escombres-et-le-Chesnois

Escombres-et-le-Chesnois este o comună în departamentul Ardennes din nordul Franței. În 1 ianuarie 2022 avea o populație de 343 de locuitori.